# Erik Lindegren
Erik Lindegren (ur. 5 sierpnia 1910, zm. 31 maja 1968) – szwedzki pisarz, poeta, krytyk, tłumacz, członek Akademii Szwedzkiej (1962–68, fotel nr 17).

## Życiorys
Lindegren urodził się w Luleå, w regionie Norrbotten, jego ojciec był inżynierem kolejnictwa.
Interesował się muzyką, operą i sztukami wizualnymi, był znakomitym librecistą w Królewskiej Operze Szwedzkiej, a także krytykiem operowym. Lindegren napisał libretto m.in. dla kosmicznej opery Aniara Karla-Birgera Blomdahla.  W latach 1948–1950 kierował czasopismem literackim „Prisma”.
W 1962 roku został wybrany do Akademii Szwedzkiej, gdzie zajął fotel nr 17. W latach 1964–1968 był członkiem komitetu noblowskiego.
Zmarł na raka trzustki w 1968 roku.

## Twórczość
Wraz z Gunnarem Ekelöfem uważa się go za jednego z najwybitniejszych przedstawicieli modernizmu w poezji, rozwijającego się w Szwecji od lat 40. XX wieku. Tłumaczył na język szwedzki dzieła T.S. Eliota, Rainera Marii Rilkego, Grahama Greene’a, Saint-Johna Perse'a, Dylana Thomasa, Williama Faulknera, Paula Claudela i wielu innych.
Zadebiutował w 1935 roku tomikiem Posthum ungdom. Jego najbardziej znanym tomikiem poetyckim jest mannen utan väg („człowiek bez drogi”), wydany w 1942 roku, uważany za przełomowe dzieło jego pokolenia i szwedzkiego modernizmu.

## Nagrody
- 1947 – Nagroda literacka dziennika Svenska Dagbladet
- 1958 – Nagroda Bellmana
- 1961 – Wielka Nagroda Dziewięciu
- 1963 – Nagroda Signe Ekblad-Eldh